# 서울여자대학교
서울여자대학교(서울女子大學校, Seoul Women's University)는 대한민국 서울특별시 노원구와 종로구에 위치한 사립 여자 대학이다.

## 연혁
1960년 12월 12일, 서울여자대학 설립인가 (사회학과, 가정학과, 농촌과학과, 기독교교육과). 1967년 12월 26일 화랑국민학교를 부설하였고, 1969년 1월 15일에 한샘여자중학교를 부설하였다. 1988년 11월 10일 종합대학으로 개편되며 서울여자대학교로 교명을 변경하여 현재에 이르고 있다.

## 교육편제

### 학부
서울여자대학교는 인문대학, 사회과학대학, 자연과학대학, 미래융합대학, 아트앤디자인스쿨 등 5개 단과대학을 설치하고 3학부, 31학과 7전공을 설치하여 학사 학위 과정을 교수하고 있다. 독립 학부로 자율전공학부를 편제하고 있다.

### 대학원
서울여자대학교의 대학원 과정은 일반 1개원, 특수 2개원으로 구성한다. 일반대학원은 석사 26학과, 박사 14학과 과정을 제공하고 있다. 특수대학원으로 교육대학원과 휴먼서비스대학원을 개설하고 있다.

## 교육 방침상의 특징

### 바롬인성교육
바르게 생각하고 바르게 행동한다는 뜻의 '바롬'에서 비롯된 말이며, 바롬인성교육은 명예총장 바울 고황경 박사에 의해 시작된 서울여자대학교의 인성교육과정이다. 바롬인성교육은 가톨릭교 정신을 바탕으로 자아정체성, 공동체성, 역사의식의 함양을 통하여, 비전을 소유하며 동시에 섬기는 지도자를 키워내는 것을 교육의 목표로 하고 있다.

## 캠퍼스 풍경

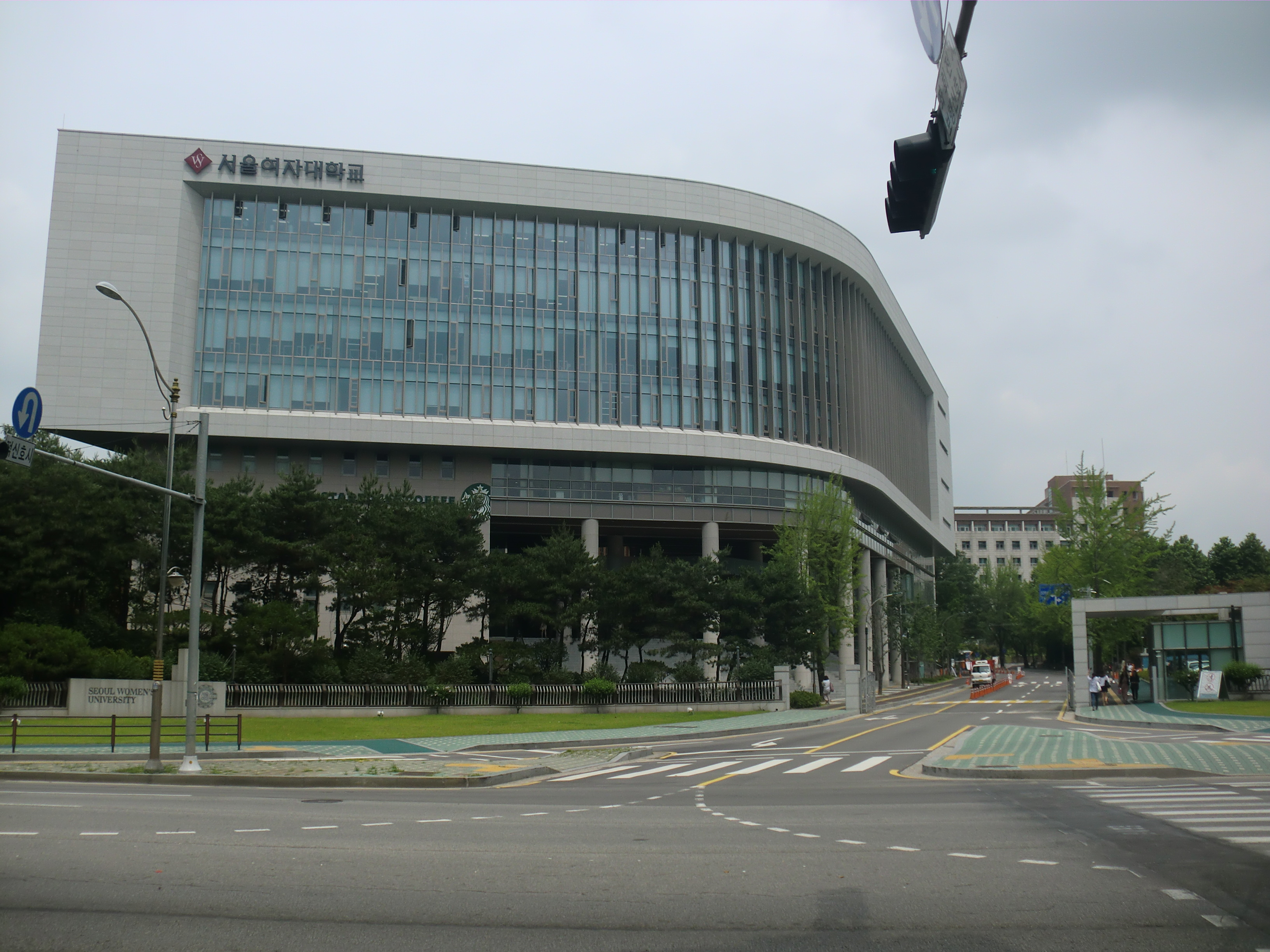
서울여자대학교 서울캠퍼스 대학본부

서울여자대학교는 서울특별시 소재 사립 대학으로, 공릉동에 캠퍼스가 위치한다. 캠퍼스 내에 약 24동의 건축물이 위치하고 있다. 캠퍼스 남측으로 노원로와 접속하는 화랑로51번길이 접근하여 캠퍼스로 진입이 가능하다. 캠퍼스 북서 방면으로 서울과학기술대학교 등이 위치하며, 남동 방면으로 육군사관학교가 위치한다.

### 주요 건축물

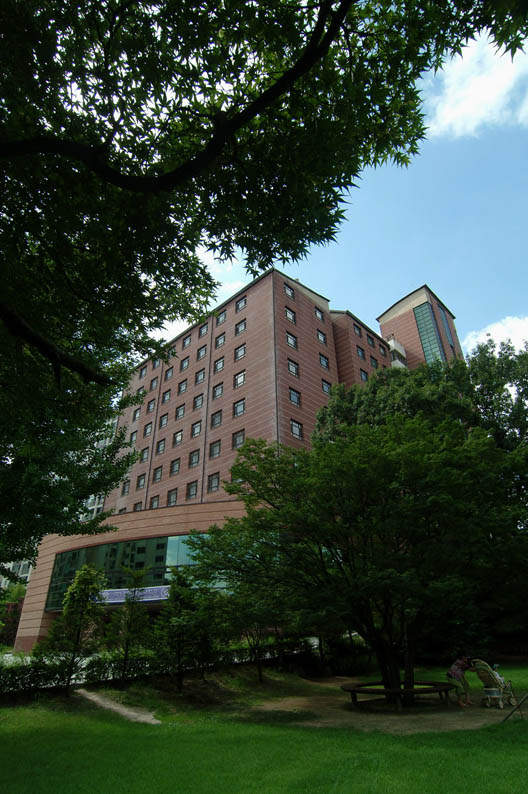
서울여자대학교 바롬교육관

- 인문사회관: 인문대학(국어국문학과, 영어영문학과, 중어중문학과, 불어불문학과, 독어독문학과, 사학과, 아일랜드어문학과) 학생들과 사회과학대학(경영학과, 경제학과, 문헌정보학과, 교육심리학과, 행정학과, 아동학과, 사회복지학과 전공 학생을 위한 강의 시설과 소속 교수들의 연구실이 마련되어 있다. 특히 1층에는 1,210명을 수용할 수 있는 대형강의시설이 있으며 3층 인사랑당에는 외부 유명인사를 초청하여 강연이 실시되고 있다.

- 기독교 교육관: 인문대학 학생들을 위한 강의 시설과 교수들의 연구실이 있다. 3층에는 서울여대 대학교회가 있다.

- 도서관: 11만여권 이상의 소장자료와 함께 정보통신교육원이 있어 SWIT 등의 컴퓨터특강을 들을 수 있다. 또한 외국에서 서울여자대학교로 교환학생을 온 학우를 위하여 한국어교육원이 마련되어 있다. 뿐만 아니라 4층 박물관에는 한국 근현대사 유물이 전시되어 있으며 5층에는 여성정기저작간행물센터가 마련되어 있다.

- 학생누리관: 2008년 2월에 신축된 학생복지관으로 내부에는 우리은행, 우체국 등 학생 및 교수, 교직원의 편의를 돕는 시설이 마련되어 있다. 2층에는 경력개발팀, 학생지원팀, 학사지원팀이 있어 학생의 취업과 아르바이트, 학사와 관련된 사항 등을 돕고 있다. 지하1층에는 학생식당인 하나식당, 샌드위치 전문점인 에땅 등이 마련되어 있으며 1층에는 미니슈퍼, 빵집, 선물의 집, 카페 가은, 퀴즈노스, 비틀주스 등이 입주되어 있다. 4층 이상부터는 1단위 1실별로 동아리방이 있다. 1층에 있는 소극장은 대형강의와 각종 동아리 공연에 사용되고 있다.

- 조형예술관: 미술대학(시각디자인학과, 산업디자인학과), 공예학과, 서양화과, 동양화과) 학생들을 위한 실습실이 마련되어 있다. 특히 1층에는 바롬갤러리가 있어 주요 전시회가 자주 열린다.

- 제1과학관: 자연과학대학(식품영양학과, 식품공학과), 환경생명과학대학(생명환경공학과, 원예조경학과, 화학과) 학생들을 위한 실습실, 실험실 및 강의실이 마련되어 있고 자연과학대학 교수들의 연구실 등이 위치해 있다.

- 제2과학관: 자연과학대학(수학과, 물리학과, 생물학과) 일부 학과와 정보미디어대학 (컴퓨터학과, 정보보안학과, 멀티미디어학과, 콘텐츠디자인학과) 학생들을 위한 실습실, 실험실 및 강의실이 마련되어 있고 정보미디어대학 교수들의 연구실 등이 위치해 있다. 특히 4층에는 APEX 갤러리가 있어 의류학과 학생들을 위한 전시 공간으로 활용되고 있으며, 지하는 무용실, 피트니스시설이 마련되어 있어 학생들의 수업에 도움을 주고 있다.

- 바롬기념관: 서울여자대학교 초대 학장인 고황경이 생전에 살전 집을 리모델링한 곳이며 현재는 그의 정신을 기념하기 위한 박물관으로 사용되고 있다. 사전에 예약을 한 사람에 한하여 내부를 공개하고 있다.

- 샬롬하우스: 2008년 8월에 신축된 기숙사. 기숙사에 사는 학생들을 위한 기숙사 식당, 피트니스센터, 세탁실, 기도실, 세미나실, 컴퓨터실 등이 마련되어 있으며 전체는 1인실, 2인실, 4인실로 구성되어 있다.

- 국제생활관: 샬롬하우스 이전의 기숙사이다. 시트콤 《논스톱》의 촬영 장소로 알려져 있다.

- 바롬교육관: 서울여자대학교의 주요 인성교육중 하나인 바롬인성교육이 시행되는 곳으로써 기숙시설이 마련되어 있다.

- 삼각숲: 서울여자대학교 중앙에 위치한 잔디밭. 삼각형 모양에서 그 이름을 따 삼각숲이라는 이름이 붙었다. 2007년 화이트광고의 배경으로 사용되었다.

- 대강당: 서울여자대학교의 경건회가 매주 목, 금요일 이곳에서 열린다. 경건회 외에도 각종 대규모 강연이나 공연등이 열린다.

- 고명우기념관: 대학원 수업이 주로 이곳에서 이루어진다.

- 행정관: 서울여자대학교에서 가장 오래된 건물 중 하나이며 입학관리처, 국제협력부, 총장실, 대외협력실, 홍보실 등 학교의 주요 업무를 담당하는 부서가 마련되어 있다.

- 50주년기념관: 서울여자대학교 설립 50주년을 맞이하여 세워진 건물로 2013년 8월에 완공되었다.

## 같이 보기
- 대한민국의 교육